# Neil Tovey
Pour les articles homonymes, voir Tovey.
Neil Tovey est un footballeur international sud-africain, né le 2 avril 1962.
Celui qui était surnommé « Makoko » a été capitaine de l'équipe d'Afrique du Sud de football avec laquelle il a gagné la Coupe d'Afrique des nations de 1996, devenant par la même le premier joueur blanc à remporter cette compétition.
Il totalise 52 capes avec sa sélection.
Figure emblématique du club Kaizer Chiefs, il a réalisé de nombreux records avec le club notamment celui du plus grand nombre de matchs joués en une saison (52 en 1992).
Il s'est reconverti comme entraîneur.

## Palmarès
- Coupe d'Afrique des nations
  - Vainqueur : 1996